# 石河子花園空港
石河子花園空港(シヘジ-ファンユァンくうこう)は、中華人民共和国の新疆ウイグル自治区の石河子市に所在する空港である。かつて市内にあった空港から、市内中心部から南西に15キロ離れた場所に移動し、2015年12月26日に再開業した。

## 施設
空港には、長さ2,400メートル、幅45メートルの滑走路、3,000平方メートルのターミナルビル、民間航空機用の3つの駐機場、および一般航空機用の40の駐機場がある。年間18万人の乗客と270トンの貨物を取り扱うように設計されている。

## 就航路線
| 国内線のみ   | 国内線のみ                                         |
| 運航会社     | 就航空港                                           |
| ------------ | -------------------------------------------------- |
| 中国国際航空 | 北京/首都、成都/天府                               |
| 中国南方航空 | 瀋陽、チョチェク                                   |
| 華夏航空     | アクス、トムシュク                                 |
| 海南航空     | 大連、石家荘                                       |
| 成都航空     | カシュガル、アラル、アルタイ、トルファン、グルジャ |
| 春秋航空     | 上海/浦東、蘭州                                    |
| 深圳東海航空 | 深圳                                               |
| 紅土航空     | 無錫                                               |